# Hermann Haiduck
Hermann Haiduck (* 1938 in Wilhelmshaven) ist ein deutscher Experte für mittelalterlichen Kirchenbau in Norddeutschland.
Haiduck war Restaurator am Niedersächsischen Institut für historische Küstenforschung und lebt als Künstler in Wilhelmshaven.
1997 erhielt er die Brüder-Grimm-Medaille der Akademie der Wissenschaften zu Göttingen für  seine Arbeiten auf dem Gebiet der Geschichte des ländlichen Kirchbaues im mittelalterlichen Norddeutschland. (Laudatio). 

## Schriften
- Die Architektur der mittelalterlichen Kirchen im ostfriesischen Küstenraum (= Abhandlungen und Vorträge zur Geschichte Ostfrieslands. Band 63). 2. Auflage. Ostfriesische Landschaft, Aurich 2009, ISBN 978-3-940601-05-6.
- Beginn und Entwicklung des Kirchenbaues im Küstengebiet zwischen Ems- und Wesermündung bis zum Anfang des 13. Jahrhunderts (= Quellen zur Geschichte Ostfrieslands. Band 15). Ostfriesische Landschaft, Aurich 1992, ISBN 3-925365-65-6.
- Die Mauritiuskirche von Reepsholt. Bau, Geschichte und Umfeld eines bedeutenden mittelalterlichen Sakralbaues in Ostfriesland (= Archäologische Mitteilungen aus Nordwestdeutschland. Beiheft 23). Isensee, Oldenburg 1998, ISBN 3-89598-577-5.
- Die mittelalterlichen Kirchen des Landes Wursten und ihr Inventar (= Männer vom Morgenstern, Heimatbund an Elb- und Wesermündung. Sonderveröffentlichungen des Heimatbundes der Männer vom Morgenstern. N.R., Band 3). Heimatbund der Männer vom Morgenstern, Bremerhaven 1979.